# Daniel Cohn-Bendit
Daniel Marc Cohn-Bendit (Montauban, 4 aprile 1945) è un politico e scrittore francese nato apolide e successivamente cittadino tedesco, attivo sia in Germania sia in Francia.
È stato uno dei protagonisti del movimento del maggio 1968 in Francia. Dal 1994 al 2014 è stato membro del Parlamento europeo e dal 2002 copresidente del gruppo Verdi/ALE.

## Provenienza e formazione
Cohn-Bendit è nato da un padre tedesco e da una madre francese, entrambi di origine ebraica. Il padre, Erich Cohn-Bendit, era avvocato, la madre, Herta David, lavorava in un liceo. Nel 1933 i suoi genitori fuggirono dalla Germania in Francia per sfuggire al regime nazista tedesco, con l'intenzione di emigrare successivamente negli Stati Uniti. Nel 1936 nacque il fratello di Daniel Cohn-Bendit, Gabriel. Cohn-Bendit nacque in Francia come apolide, dato che i suoi genitori non si iscrissero allo stato civile francese. All'età di 14 anni optò per la nazionalità tedesca per, come egli stesso ha detto, evitare di dover fare il servizio militare in Francia. Egli si definisce tuttavia come "cittadino europeo".

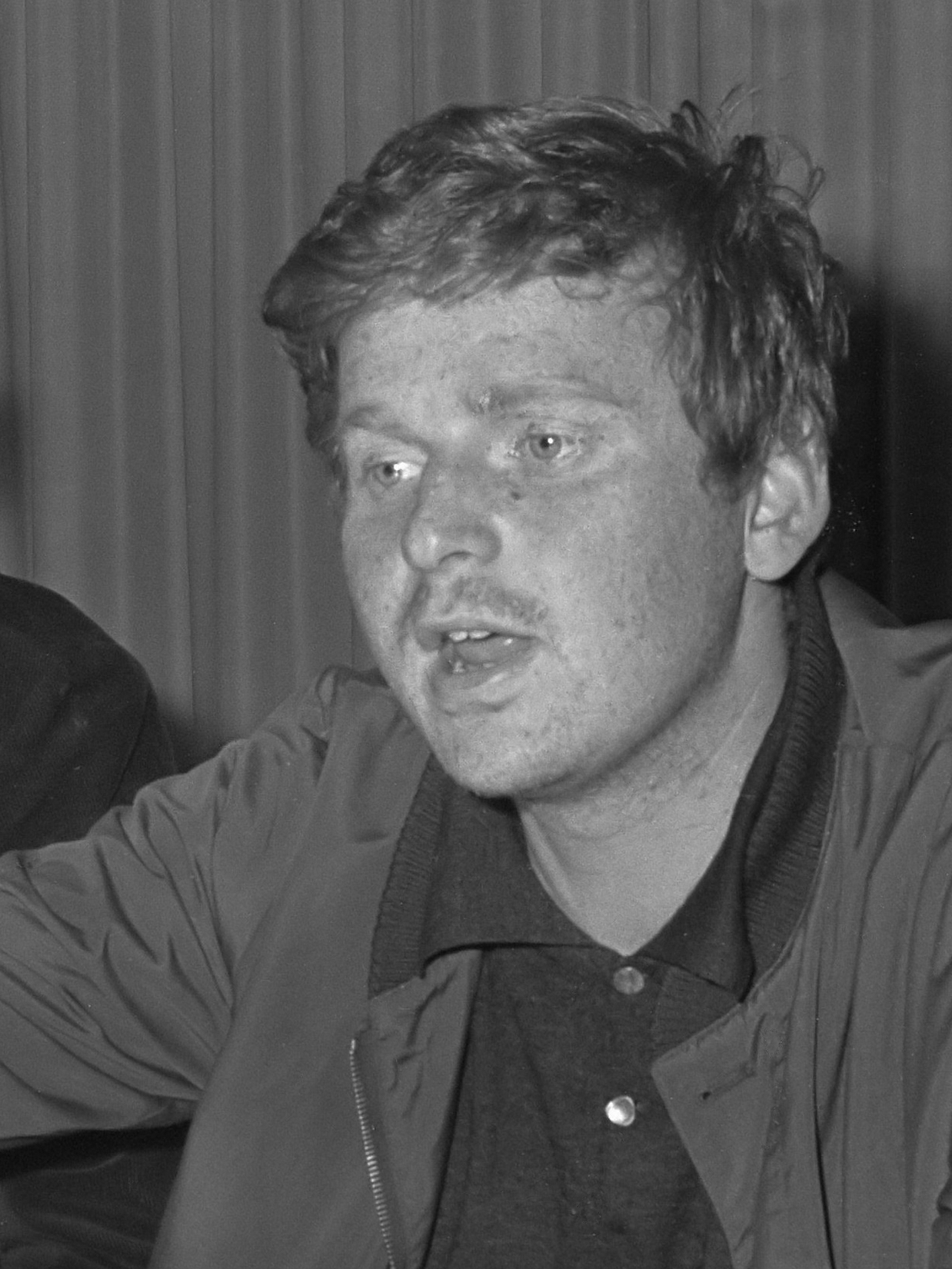
Daniel Cohn-Bendit (1968)

Dopo la fine della seconda guerra mondiale il padre tornò in Germania e nel 1958 la madre e Cohn-Bendit stesso lo raggiunsero. La madre morì quando Cohn-Bendit aveva 14 anni, il padre quando ne aveva 18. Cohn-Bendit frequentò la Scuola di Odenwald a Heppenheim, una scuola alternativa. Nel 1965 si iscrisse a un corso propedeutico per stranieri all'università Sorbona-Censier. Nel 1967 cominciò a studiare sociologia presso l'università di Nanterre.

## Maggio francese e anni Settanta
Durante gli anni sessanta Cohn-Bendit era vicino all'anarco-comunismo. Fu brevemente membro della "Federazione anarchica" francese, poi nel 1967 entrò nel Gruppo anarchico di Nanterre e cominciò a collaborare con la rivista "Nero e rosso". Tra il 1967 e il 1968 si formò un movimento studentesco all'interno dell'università di Nanterre, che avanzava rivendicazioni marxiste e anarchiche e in favore della libertà sessuale. È ricordato come "movimento del 22 marzo", dopo che in quella data nel 1968 gli studenti occuparono gli uffici dell'ateneo. Cohn-Bendit rischiò l'espulsione dall'università.
Dopo che il 2 maggio 1968 la polizia sgomberò l'ateneo di Nanterre, Cohn-Bendit fu tra gli studenti che spostarono la protesta nel centro di Parigi ed occuparono la Sorbona il giorno seguente. Assieme ad Alain Geismar e a Jacques Sauvageot, Cohn-Bendit è ricordato come uno dei leader del movimento del maggio francese, anche se il 10 maggio si ritirò a Saint-Nazaire. La stampa lo soprannominò "Dany il Rosso", sia per le sue idee politiche che per il colore dei suoi capelli. Il 21 maggio 1968, mentre si trovava a Berlino, per via della sua cittadinanza tedesca fu dichiarato "straniero sedizioso" e venne emanato nei suoi confronti un divieto di soggiorno in Francia. Anche se pochi giorni dopo Cohn-Bendit riuscì a rientrare illegalmente nel paese e vi rientrò altre volte in seguito, il divieto di soggiorno nei suoi confronti venne revocato solo nel 1978.
Alla fine degli avvenimenti del maggio francese Cohn-Bendit si trasferì a Francoforte ed entrò a far parte del movimento di protesta tedesco. Assieme a Joschka Fischer fu tra i fondatori del gruppo autonomo "Lotta rivoluzionaria" di Rüsselsheim.

### Autore controverso di "Grand Bazar"
A Francoforte Cohn-Bendit lavorò come impiegato nella libreria "Karl Marx" fino al 1973 e come aiuto-educatore in una scuola materna autogestita. Nel 1975 pubblicò il libro "Gran Bazar", dedicato alla sua esperienza nella scuola materna. In linea con alcune idee promosse nell'ambito dei movimenti di contestazione degli anni sessanta e settanta, alcuni passaggi del libro teorizzano il risveglio della sessualità dei bambini da 1 a 6 anni ed assumono la possibilità di rapporti fisici ambigui.
Nel 2001 la giornalista tedesca Bettina Röhl (figlia di Ulrike Meinhof) rilanciò la polemica su "Gran Bazar", distribuendo citazioni del libro alla stampa e ritenendo che alcuni passaggi del libro andassero considerate come una intollerabile compiacenza verso la pedofilia. Forti critiche a Cohn-Bendit per quell'opera sono state sollevate in maniera ricorrente anche da alcuni politici, tra cui Marine Le Pen nel 2004, Rocco Buttiglione nel 2005, Oskar Freysinger nel 2009, François Bayrou nel 2009, Alice Schwarzer nel 2013.
Cohn-Bendit si è sempre difeso dicendo che le sue affermazioni erano una «provocazione intollerabile», ma che vanno considerate nel contesto degli anni settanta ed erano mirate a "scioccare i borghesi". Nessuna denuncia per molestie sessuali è stata mai presentata nei suoi confronti, ed anzi i genitori ed i figli che frequentarono la scuola materna hanno sostenuto la sua posizione. Nel 2009 Cohn-Bendit dichiarò che "la pedofilia è un reato. L'abuso sessuale è una cosa contro cui bisogna combattere. Da parte mia non c'è mai stato un atto di pedofilia", ma aggiunse che "Grand Bazar" è un testo ormai "insostenibile" e che "nutre il rimorso per aver scritto tutto questo".

## Carriera politica
Alla fine degli anni settanta Cohn-Bendit divenne caporedattore di "Pflasterstrand", rivista alternativa di riferimento per il mondo anarchico e spontaneista di Francoforte. In quell'ambiente cominciò ad avvicinarsi progressivamente alla lotta ambientalista contro il nucleare e l'allargamento dell'aeroporto di Francoforte. Si allontanò progressivamente dalla prospettiva contestataria e dall'impegno all'interno dei movimenti di protesta e formalizzò il suo abbandono della prospettiva rivoluzionaria in "Nous l'avons tant aimée, la Révolution" nel 1986. Nel 1981 appoggiò la candidatura di Coluche come presidente della Repubblica in Francia.
Nel 1984 Cohn-Bendit entrò a far parte del movimento de I Verdi. Joschka Fischer lo invitò a candidarsi alle elezioni del Land dell'Assia. Nel 1989 venne eletto nella lista dei Verdi al consiglio comunale di Francoforte e venne nominato vicesindaco all'interno di una giunta con l'SPD. Fu il primo responsabile per gli affari multiculturali dell'amministrazione della città.

### Europarlamentare
Cohn-Bendit si è dichiarato a favore di politiche economiche "liberal-socialiste" e sostiene la liberalizzazione di alcuni servizi pubblici, in contrasto con alcuni altri ambientalisti. È inoltre a favore di una politica di immigrazione "aperta" e sostiene la depenalizzazione delle droghe leggere. È contrario all'energia nucleare. Nel 1998 ha definito il suo orientamento politico come "liberale-libertario". Appoggiò gli interventi militari in Bosnia-Erzegovina e in Afghanistan ed è fortemente a favore dell'integrazione europea.
Nel 1994 Cohn-Bendit venne eletto al Parlamento europeo in rappresentanza di Alleanza 90/I Verdi. Nel 1999 venne riconfermato al Parlamento europeo, ma in rappresentanza dei Verdi francesi. Fu capolista dei Verdi e la sua lista ottenne il 9,72% dei voti, il secondo miglior risultato di sempre. Nel 2002 fu eletto co-presidente del gruppo parlamentare del gruppo Verdi/ALE. Nel 2004 guidò la formazione del Partito Verde Europeo e ne fu eletto copresidente.
Nel 2004 tornò a far parte del Parlamento europeo per conto di Alleanza 90/I Verdi e venne eletto presidente del gruppo parlamentare del gruppo Verdi/ALE. Durante il periodo 2004-2009, Cohn-Bendit fu presente a quasi il 93% delle sessioni del Parlamento. Si impegnò con forza a favore della costituzione europea, proponendo tra l'altro di sottoporla a tutti i cittadini europei con un unico referendum per l'approvazione. Durante la campagna elettorale per il referendum francese sulla costituzione Cohn-Bendit si impegnò per la sua approvazione, in linea con la politica del partito ma in contrasto con altri ambientalisti ed altri partiti di sinistra.
Nel febbraio 2007 Cohn-Bendit divenne vicepresidente del "Movimento europeo della Francia".
Nel 2009 è stato nuovamente eletto al Parlamento europeo, in rappresentanza di Europa Ecologia, di cui era capolista in Île-de-France. All'interno della circoscrizione elettorale la lista raccolse il 20,86% dei voti e fu la seconda più votata, mentre a livello nazionale ottenne il 16,28% dei voti, conseguendo così il miglior risultato di sempre di una lista ecologista alle elezioni europee. Nel settembre 2010 ha promosso, assieme a Guy Verhofstadt e Andrew Duff, la formazione del Gruppo Spinelli per il rilancio dell'integrazione europea.

## Riconoscimenti
Il 24 aprile 2009 l'Università Saint-Louis a Bruxelles conferì a Cohn-Bendit una laurea honoris causa.

## Opere
- L'estremismo, rimedio alla malattia senile del comunismo (con Gabriel Cohn-Bendit), Serie politica 9, Einaudi 1969.
- Grand Bazar, Éditions Belfond, 1975, ISBN 978-2-7144-3010-6.
- (FR) Nous l'avons tant aimée, la Révolution, FeniXX, 1986, ISBN 9782402035422.
- Liquider 68? (con Georges-Marc Benamou), Forum Libération de Grenoble, Frémeaux & Associés, 2008.
- Forget 68, Éditions de l'Aube, 2008.
- Europa: che fare?, postfazione a Europa 2.0 Prospettive ed evoluzioni del sogno europeo, a cura di Nicola Vallinoto e Simone Vannuccini, Ombre corte, 2010.
- Per l'Europa! Manifesto per una rivoluzione unitaria (con Guy Verhofstadt), Mondadori, 2012, ISBN 978-88-04-62521-6